# Epacanthaclisis moiwasana
Epacanthaclisis moiwasana är en insektsart som beskrevs av Okamoto 1910. Epacanthaclisis moiwasana ingår i släktet Epacanthaclisis och familjen myrlejonsländor. Inga underarter finns listade i Catalogue of Life.